# 58-XX
Classificazione delle ricerche matematiche: sezioni di livello 1

00-XX 01 03 05 06 08 | 11 12 13 14 15 16 17 18 19 20 22 | 26 28 30 31 32 33 34 35 37 39 40 41 42 43 44 45 46 47 49 | 
 51 52 53 54 55 57 58 | 60 62 65 68 | 70 74 76 78 | 80 81 82 83 85 86 | 90 91 92 93 94 97-XX
58-XX è la sigla della sezione primaria dello schema di classificazione
MSC dedicata alla analisi globale e alla analisi sulle varietà.
La pagina attuale presenta la struttura ad albero delle sue sottosezioni secondarie e terziarie.

## 58-XX
analisi globale, analisi sulle varietà
[vedi anche 32Cxx, 32Fxx, 32Wxx, 46-XX, 47Hxx, 53Cxx] {per la teoria geometrica dell'integrazione, vedi 49Q15}
- 58-00 opere di riferimento generale (manuali, dizionari, bibliografie ecc.)
- 58-01 esposizione didattica (libri di testo, articoli tutoriali ecc.)
- 58-02 presentazione di ricerche (monografie, articoli di rassegna)
- 58-03 opere storiche {!va assegnato almeno un altro numero di classificazione della sezione 01-XX}
- 58-04 calcolo automatico esplicito e programmi (non teoria della computazione o della programmazione)
- 58-06 atti, conferenze, collezioni ecc.

## 58Axx
teoria generale delle varietà differenziabili
- 58A03 approccio di teoria dei topoi alle varietà differenziabili
- 58A05 varietà differenziabili, fondamenti
- 58A07 varietà analitiche reali e varietà di Nash [vedi anche 14P20, 32C07]
- 58A10 forme differenziali
- 58A12 teoria di de Rham [vedi anche 14Fxx]
- 58A14 teoria di Hodge [vedi anche 14C30, 14Fxx, 32J25, 32S35]
- 58A15 sistemi differenziali esterni (teoria di Cartan)
- 58A17 sistemi Pfaffiani
- 58A20 getti
- 58A25 correnti [vedi anche 32C30, 53C65]
- 58A30 distribuzioni vettoriali (sottofibrati dei fibrati tangenti)
- 58A32 fibrati naturali
- 58A35 insiemi stratificati [vedi anche 32S60]
- 58A40 spazi differenziali
- 58A50 supervarietà e varietà graduate [vedi anche 14A22, 32C11]
- 58A99 argomenti diversi dai precedenti, ma in questa sezione

## 58Bxx
varietà di dimensione infinita
- 58B05 omotopia e questioni topologiche
- 58B10 questioni di differenziabilità
- 58B12 questioni di olomorfia [vedi anche 32-XX, 46G20]
- 58B15 strutture di Fredholm [vedi anche 47A53]
- 58B20 strutture Riemanniane, strutture di Finsler ed altre strutture geometriche [vedi anche 53C20, 53C60]
- 58B25 strutture di gruppo e generalizzazioni sulle varietà di dimensione infinita [vedi anche 22E65, 58D05]
- 58B32 geometria di gruppi quantici
- 58B34 geometria non commutativa (à la Connes)
- 58B99 argomenti diversi dai precedenti, ma in questa sezione

## 58Cxx
calcolo sulle varietà; operatori non lineari
[vedi anche 46Txx, 47Hxx]
- 58C05 funzioni a valori reali
- 58C06 applicazioni aventi insiemi come valori ed applicazioni aventi spazi di funzioni come valori [vedi anche 47H04, 54C60]
- 58C07 proprietà di continuità delle applicazioni
- 58C10 applicazioni olomorfe [vedi anche 32-XX]
- 58C15 teoremi di funzione implicita; metodi globali alla Newton
- 58C20 teoria della differenziazione (di Gateaux, di Fréchet ecc.) [vedi anche 26Exx, 46G05]
- 58C25 applicazioni differenziabili
- 58C30 teoremi di punto fisso sulle varietà [vedi anche 47H10]
- 58C35 integrazione sulle varietà; misure sulle varietà [vedi anche 28Cxx]
- 58C40 teoria spettrale; problemi agli autovalori [vedi anche 47J10, 58E07]
- 58C50 analisi sulle supervarietà o sulle varietà graduate
- 58C99 argomenti diversi dai precedenti, ma in questa sezione

## 58Dxx
spazi e varietà di applicazioni
{!incluse le versioni non lineari di 46Exx}
- 58D05 gruppi di diffeomorfismi e gruppi di omeomorfismi come varietà [vedi anche 22E65, 57S05]
- 58D07 gruppi e semigruppi di operatori non lineari [vedi anche 17B65, 47H20]
- 58D10 spazi di immersioni chiuse e di immersioni
- 58D15 varietà di applicazioni [vedi anche 46T10, 54C35]
- 58D17 varietà di metriche (specialmente Riemanniane)
- 58D19 azioni di gruppo e proprietà di simmetria
- 58D20 misure (gaussiana, cilindrica ecc.) sulle varietà di applicazioni [vedi anche 28Cxx, 46T12]
- 58D25 equazioni in spazi di funzioni; equazioni di evoluzione costruzioni [vedi anche 34Gxx, 35K90, 35L90, 35R15, 37Lxx, 47Jxx]
- 58D27 problemi di moduli per strutture geometrico-differenziali
- 58D29 problemi di moduli per strutture topologiche
- 58D30 applicazioni (nella meccanica quantistica (integrali di cammino di Feynman), nella relatività, nella dinamica dei fluidi ecc.)
- 58D99 argomenti diversi dai precedenti, ma in questa sezione

## 58Exx
problemi variazionali in spazi di dimensione infinita
- 58E05 teoria astratta dei punti critici (teoria di Morse, teoria di Ljusternik-Schnirelman (Lyusternik-Shnirel'man) ecc.)
- 58E07 teoria astratta della biforcazione
- 58E09 teoria della biforcazione invariante rispetto a gruppi
- 58E10 applicazioni alla teoria delle geodetiche (problemi in una variabile indipendente)
- 58E11 metriche critiche
- 58E12 applicazioni alle superfici minimali (problemi in due variabili indipendenti) [vedi anche 49Q05]
- 58E15 applicazione ai problemi estremali in più variabili; funzionali di Yang-Mills [vedi anche 81T13] ecc.
- 58E17 ottimalità di Pareto ecc., applicazioni all'economia [vedi anche 90C29]
- 58E20 mappe armoniche [vedi anche 53C43] ecc.
- 58E25 applicazioni alla teoria del controllo [vedi anche 49-XX, 93-XX]
- 58E30 principi variazionali
- 58E35 disuguaglianze variazionali (problemi globali)
- 58E40 azioni di gruppo
- 58E50 applicazioni
- 58E99 argomenti diversi dai precedenti, ma in questa sezione

## 58Hxx
pseudogruppi, gruppoidi differenziabili e strutture generali sulle varietà
- 58H05 pseudogruppi e gruppoidi differenziabili [vedi anche 22A22, 22E65]
- 58H10 coomologia degli spazi classificanti per strutture di pseudogruppo (di Spencer, di Gelfand-Fuks ecc.) [vedi anche 57R32]
- 58H15 deformazioni delle strutture [vedi anche 32Gxx, 58J10]
- 58H99 argomenti diversi dai precedenti, ma in questa sezione

## 58Jxx
equazioni alle derivate parziali su varietà
[vedi anche 35-XX]
- 58J05 equazioni ellittiche su varietà, teoria generale [vedi anche 35-XX]
- 58J10 complessi differenziali [vedi anche 35Nxx]; complessi ellittici
- 58J15 relazioni con le iperfunzioni
- 58J20 teoria di indice e teoremi di punto fisso collegati [vedi anche 19K56, 46L80]
- 58J22 teorie di indice esotiche [vedi anche 19K56, 46L05, 46L10, 46L80, 46M20]
- 58J26 generi ellittici
- 58J28 eta-invarianti, invarianti di Chern-Simons
- 58J30 flussi spettrali
- 58J32 problemi al contorno su varietà
- 58J35 metodi del calore e di altre equazioni paraboliche
- 58J37 perturbazioni; asintotica?studi asintotici
- 58J40 operatori pseudodifferenziali ed operatori integrali di Fourier su varietà [vedi anche 35Sxx]
- 58J42 analisi globale non commutativa, residui non commutativi
- 58J45 equazioni iperboliche [vedi anche 35Lxx]
- 58J47 propagazione delle singolarità; problemi ai valori iniziali
- 58J50 problemi spettrali; geometria spettrale; teoria dello scattering [vedi anche 35Pxx]
- 58J51 relazioni fra teoria spettrale e teoria ergodica, e.g. ergodicità unica quantica
- 58J52 determinanti e fibrati determinanti, torsione analitica
- 58J53 isospettralità
- 58J55 biforcazione [vedi anche 35B32]
- 58J60 relazioni con strutture di varietà speciali (riemanniane, di Finsler, ecc.)
- 58J65 processi di diffusione ed analisi stocastica sulle varietà [vedi anche 35R60, 60H10, 60J60]
- 58J70 proprietà di invarianza e di simmetria [vedi anche 35A30]
- 58J72 corrispondenze ed altri metodi di trasformazione (e.g. di Lie-Bäcklund) [vedi anche 35A22]
- 58J90 applicazioni
- 58J99 argomenti diversi dai precedenti, ma in questa sezione

## 58Kxx
teoria delle singolarità e teoria delle catastrofi
[vedi anche 37-XX]
- 58K05 punti critici di funzioni e di applicazioni
- 58K10 monodromia
- 58K15 proprietà topologiche delle applicazioni
- 58K20 proprietà algebriche ed analitiche delle applicazioni
- 58K25 stabilità
- 58K30 teoria globale
- 58K35 teoria delle catastrofi
- 58K40 classificazione; determinatezza finite di germi di mappe
- 58K45 singolarità di campi vettoriali, aspetti topologici
- 58K50 forme normali
- 58K55 comportamento asintotico
- 58K60 deformazione delle singolarità
- 58K65 invarianti topologici
- 58K70 simmetrie, equivarianza
- 58K99 argomenti diversi dai precedenti, ma in questa sezione

## 58Zxx
applicazioni alla fisica
- 58Z05 applicazioni alla fisica
- 58Z99 argomenti diversi dai precedenti, ma in questa sezione